# Musenalp (Niederrickenbach)

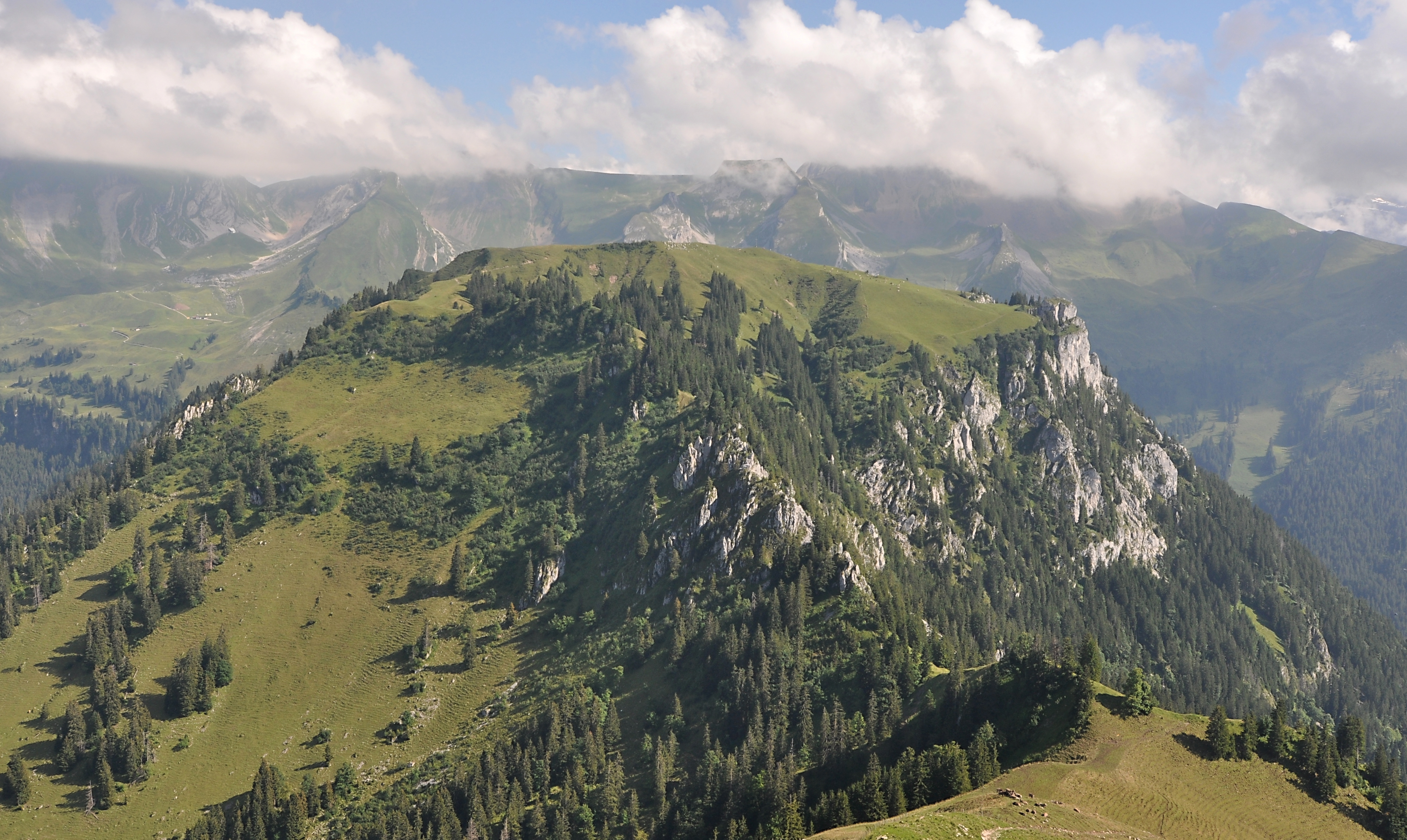
Blick von der Südflanke des Buochserhorns zur Musenalp

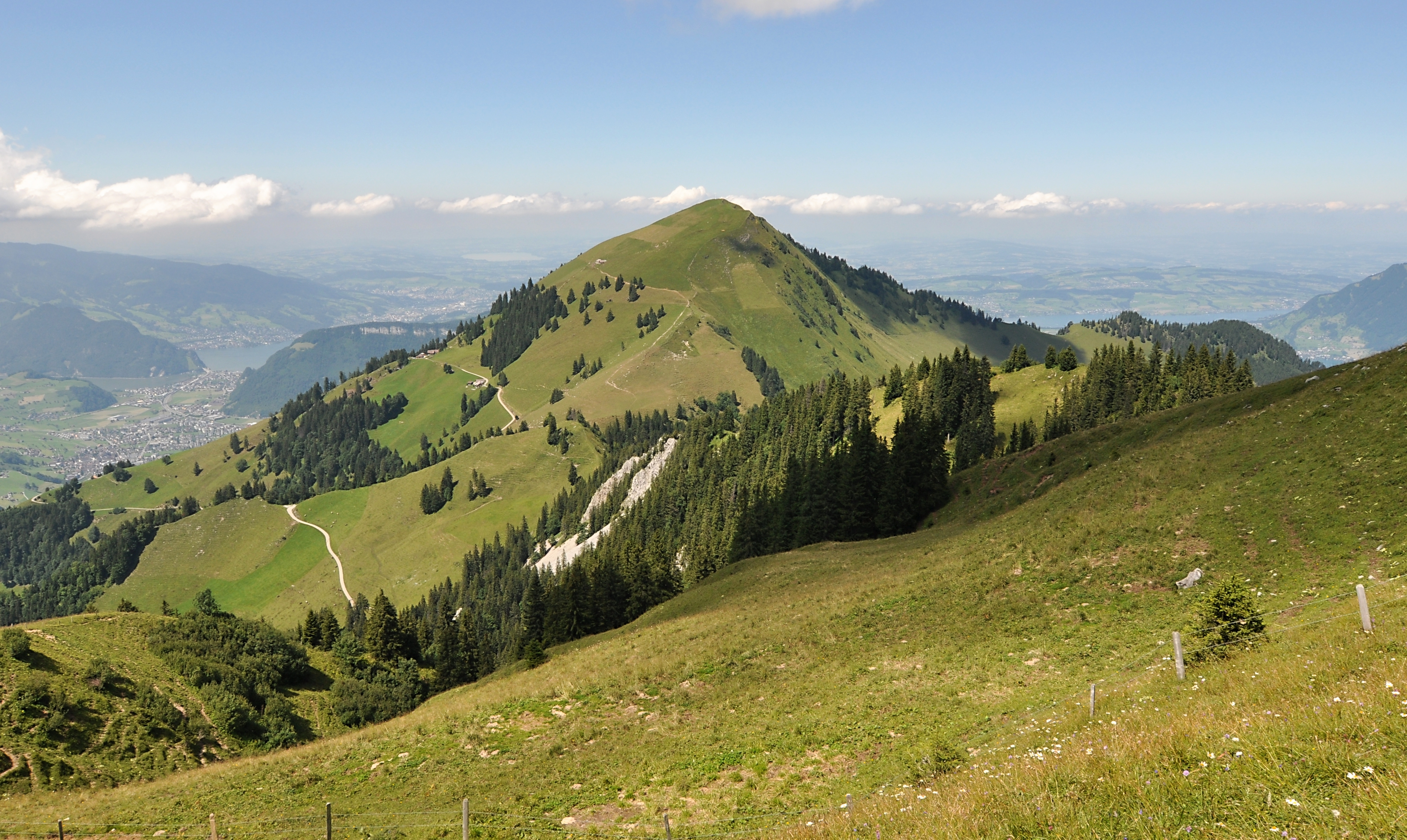
Blick von der Musenalp zum Buochserhorn. Im Hintergrund der Vierwaldstättersee und das Schweizer Mittelland.

Die Musenalp ist eine Alp auf ~ 1750 m ü. M. oberhalb von Niederrickenbach der Gemeinde Oberdorf im Schweizer Kanton Nidwalden. Sie bietet Aussicht auf verschiedene Teile des Vierwaldstättersees sowie die umgebenden Berge Pilatus, Stanserhorn, Buochserhorn, Oberbauenstock und Brisen und ist daher ein beliebtes Wandergebiet. 

## Erreichbarkeit
Sie ist zu Fuss erreichbar vom Kloster Niederrickenbach oder von der Klewenalp aus; in beiden Fällen auf zeitweise stark ansteigenden Wanderpfaden. Der Anstieg von der Klewenalp her über die Bergnase Bärenfallen ist mit Stahlseilen gesichert. Die Musenalp ist eine gute Zwischenstation für eine Wanderung zum Gipfel des Buochserhorns.
Von Niederrickenbach aus führt auch eine kleine Pendelbahn zur Alp hinauf, deren Kabinen je vier Personen fassen.
Auf der Musenalp befindet sich ein Berggasthaus, das im Sommer eine einfache, preisgünstige Gästebewirtung im Freien auf der Terrasse anbietet. Nordwestlich oberhalb befindet sich der Musenalper Grat, an dessen höchster Stelle in 1785 m ü. M. ein Gipfelkreuz steht.

## Nachweis
1. 1 2  Lage und Höhe gemäss «geo.admin.ch»

Koordinaten: 46° 55′ 50″ N, 8° 26′ 30″ O; CH1903: 676384 / 198206